# Gilberto Reyes
Gilberto Reyes (n.Provincia de Camagüey, Cuba, 6 de junio de 1955) es un actor de teatro, cine y televisión, y conductor de programas televisivos y radiales, residente en Miami, Florida, Estados Unidos.

## Trayectoria
Gilberto Reyes nació y creció en la provincia de Camagüey. Asistió y se graduó en la prestigiosa Escuela Nacional de Arte (Cuba) en 1976.
Durante esta época ganó la aclamación de los críticos por su trabajo en las producciones locales de teatro más distinguidas.
Su pasión por la actuación lo llevó a obtener roles constantemente tanto en programas de televisión como en las telenovelas.
Luego de varios años en la televisión cubana, Reyes partió a los Estados Unidos en el año 1993 en donde rápidamente empezó a trabajar para producciones teatrales.
Durante los primeros años de carrera en los Estados Unidos, Reyes apareció en varios shows de teatro entre los cuales destaca: “Palabras Encadenadas”, “Felicidad for Sale”, y “Crónicas Desquiciadas”. Asimismo interpretó roles en algunas telenovelas en español.

## "Los Fonomemecos"
En 1995 mientras trabajaba en una de sus producciones, Reyes conoce a su futuro coconductor de “La Fonomanía”, Miguel González.
Lo mejor que ellos han hecho es las bromas telefónicas a personalidades célebres cubanas. En ellas se usa el humor y el doble sentido de las palabras en aras de lograr la risa hilarante de quien escucha la llamada que fue previamente grabada. 

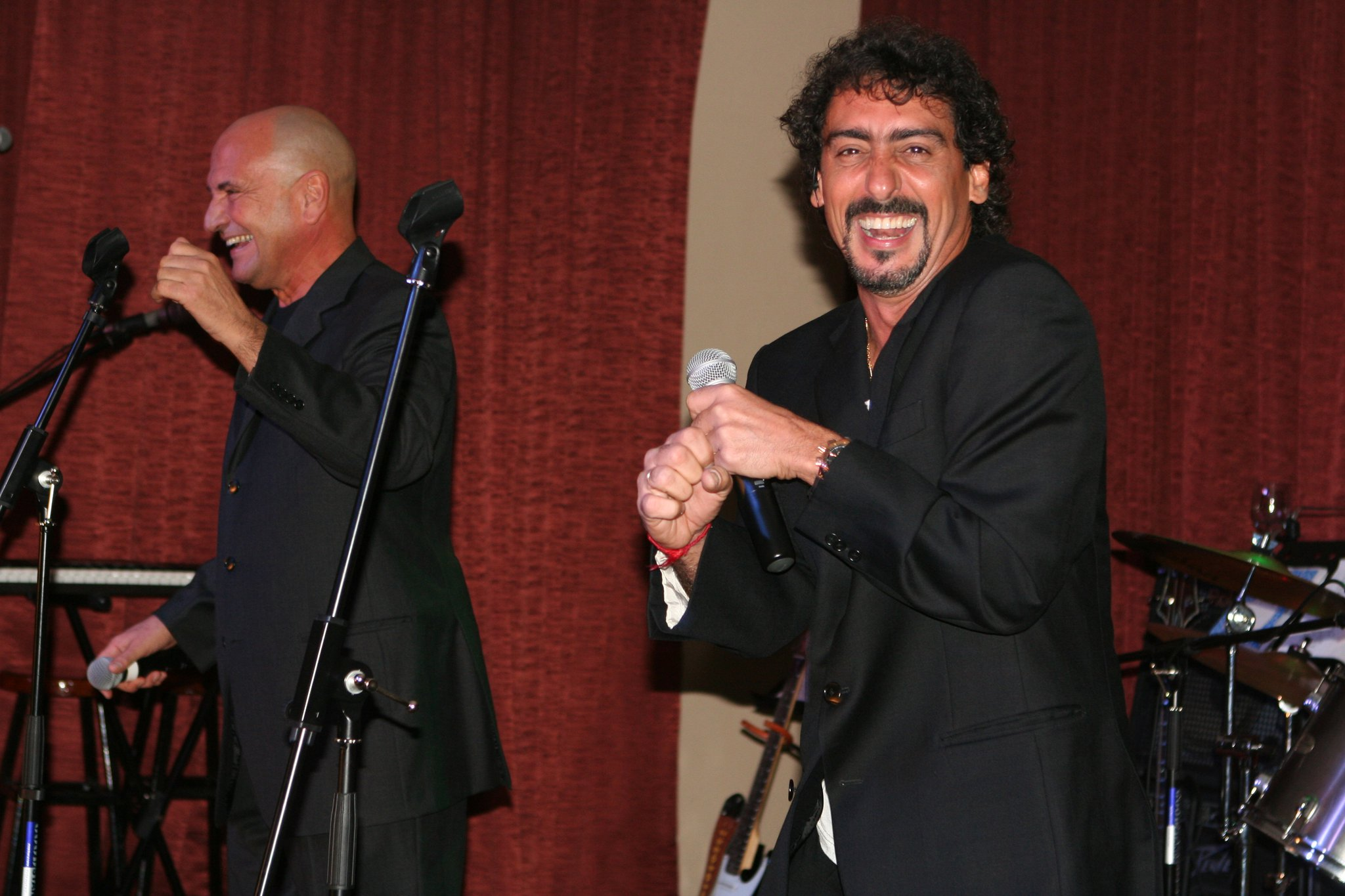
Gilberto Reyes (izquierda) junto a Miguel González en una actuación de "Los Fonomemecos" en Miami.

Y aunque ambos tienen personalidades diferentes, pues Reyes tiene trayectoria de autor y González es un comediante de cepa, como equipo, ellos se complementan uno al otro y producen uno de los show más coloridos y entretenidos de la radio hoy en día: “La Fonomanía” en Clásica 92.3 FM.
Mejor conocidos como “Los Fonomemecos”, Reyes y González han producido un sinfín de eventos sociales por todo el sur del Estado de Florida en clubes nocturnos, conciertos, y cabarets.
Por muchos años, fueron talentos permanentes en el show televisivo “Sábado Gigante”, y esto los ayudó a elevar su perfil artístico a nivel nacional.
Reyes y González comenzaron su carrera radial en un show del grupo multimedios Spanish Broadcasting System llamado “El Vacilón de la Mañana”, donde rápidamente se convirtieron en el show número uno en las mañanas. Este logro llevó a que su programa televisivo “El Mikimbín de Miami”, alcanzara el puesto número uno en popularidad de los programas locales en el Sur de la Florida. Ningún otro programa de habla español ha podido alcanzar el éxito de índice de audiencia generado por Reyes y González en “El Mikimbin de Miami”. A consecuencia del éxito que han logrado en la televisión y la radio, ellos han obtenido el respeto y admiración de no sólo sus fieles y leales oyentes, pero también de la industria del entretenimiento como tal, así como de anunciadores locales y nacionales, de políticos y de todo aquel que ha estado en contacto con ellos a través de su carrera.

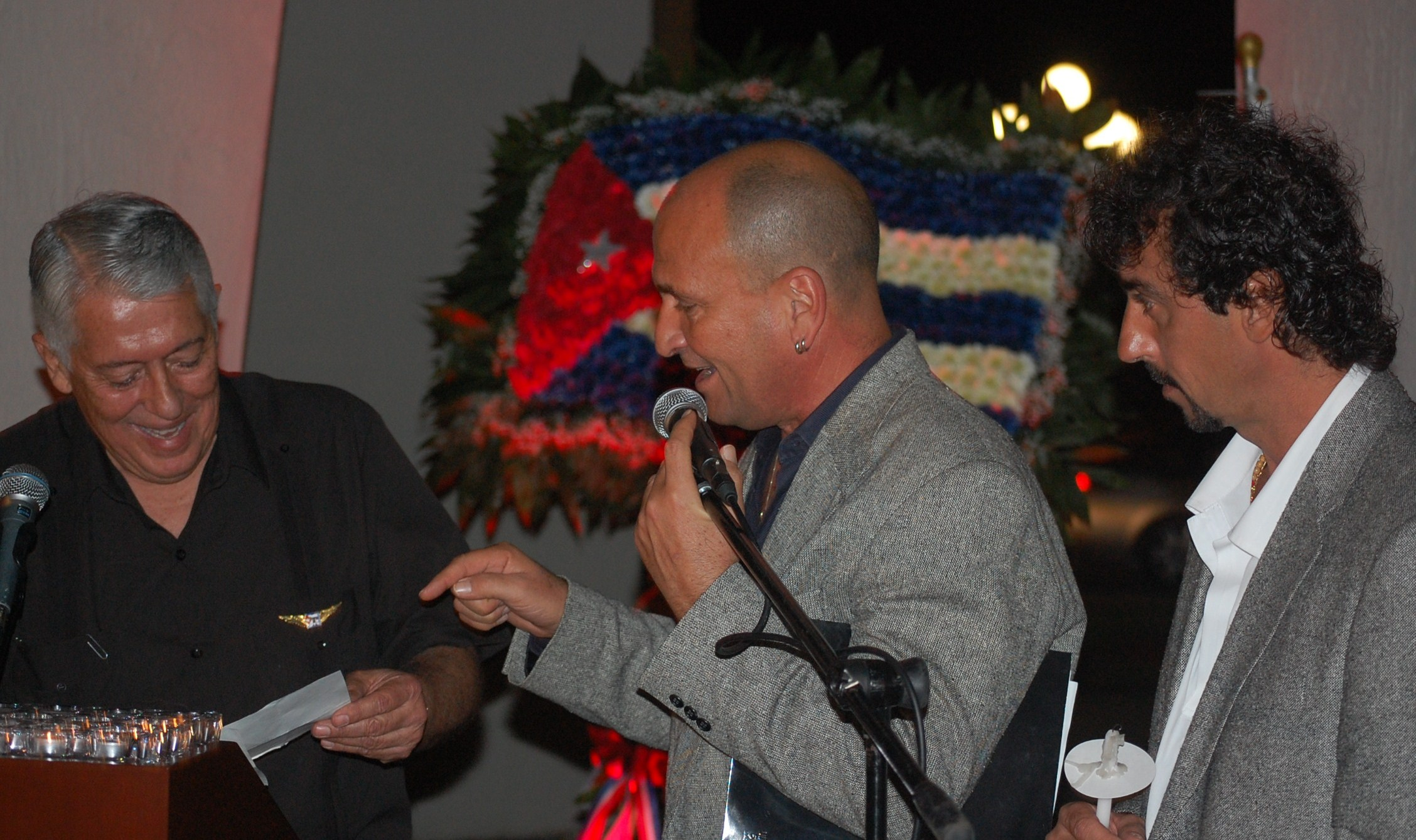
José Basulto, Gilberto Reyes y Miguel González en el acto recordatorio de las víctimas del Derribo de aviones de Hermanos al Rescate en Hialeah Gardens.

En el 2007, Reyes y Gonzáles unieron fuerzas una vez más después de una breve pausa para conducir el popular show “La Fonomanía” en El Zol 95.7 FM. En 2010, el show fue cambiado para la estación Clásica 92.3 FM durante el turno de la mañana, el cual es popular entre las celebridades y la audiencia.
Desde entonces, ellos han logrado llevar su show a la cúspide del éxito y han llevado a Clásica 92.3 FM a convertirse en la estación número uno de Spanish Broadcasting System. Igualmente, Gilberto Reyes es presentador del conocido y aclamado show de películas “Mega Cine”, transmitido por Mega TV.

## Ficha en IMDb
Gilberto Reyes en Internet Movie Database (en inglés).